# Gilberto Isella
Gilberto Isella (* 25. Juni 1943 in Lugano, Kanton Tessin) ist ein Schweizer Schriftsteller, Literaturkritiker und Übersetzer.

## Leben
Gilberto Isella studierte Italienische Literatur und Philosophie an der Universität Genf. Er arbeitete als Lehrer an der Kantonsschule in Lugano. Daneben schrieb er Kritiken für diverse Zeitungen, wirkte als Herausgeber und Übersetzer. Sein Werk umfasst Gedicht- und Erzählbände, Hörspiele, Filmdrehbücher und zwei Theaterstücke (Messer Bianco vuole partire, 2009 und Il giardino della vita, 2016, mit Musik von José María Sánchez-Verdú).

## Auszeichnungen
- 1989, 1994 und 2007: Einzelwerkpreise der Schweizerischen Schillerstiftung
- 2007: Premio di poesia Lorenzo Montano
- 2012: Premio Dessì

## Werke
- Le vigilie incustodite, Bellinzona 1989
- Leonessa, Lugano 1992
- Discordo, Locarno 1993
- Apoteca, Torino 1996
- Baltica, Balerna 1999
- I boschi intorno a Sils-Maria, Sondrio 2000
- Krebs, Balerna 2000
- Nominare il caos, Locarno 2001
- Dado a punte, Milano 2003
- Guernica e lo straniero, Balerna 2004
- In bocca al vento, Falloppio 2005
- Fondamento dell’arco in cielo, Viganello 2005
- Corridoio polare, Bologna 2006
- Wild Contact, Lugano 2007
- Taglio di mondo, Lecce 2007
- Messer Bianco vuole partire, Viganello 2008
- Inneschi, Bollate 2009
- Lugano incontra Riga / Rīga satiek Lugānu (mit Jānis Rokpelnis). Casagrande, Lugano 2009
- Mappe in controluce, Bologna 2011
- Variabili spessori, Viganello 2011
- Censuralbe, Milano 2012
- Preludio e corrente per Antoni, Bellinzona 2012
- Piccole aurore, Lugano 2013
- Caro aberrante fiore, Lugano 2013
- Mobilune, Bellinzona 2015
- Liturgia minore, Falloppio 2015
- L’occhio piegato, Bologna 2015
- Acque aperte acque chiuse, Milano 2016
- Gilberto Isella per Enrico Della Torre. Materie se non luci, Lugano 2017
- La memoria delle forme, Mendrisio 2018
- Arepo, Ro Ferrarese 2018
- Il Signor Grillo e l’evoluzione della specie, Camorino 2018
- Engadina, Milano 2019
- Il brusio idiota di un’anguilla cavalca la bilancia, Lugano 2020
- Sciami sciamani, Camorino 2020
- Catene smarrite, Viganello 2020
- Criptocorsie, Ro Ferrarese 2021

### Übersetzungen
- Charles Racine: Stupore celeste, Casagrande, 2001
- Jacques Dupin: Scarto, 2011
- Bernard Vargaftig: Io scrivo ciò che è vivere, 2016